# Non siamo in pericolo/Anni senza fiato
Non siamo in pericolo/Anni senza fiato è l'unica produzione in studio dei Pooh del 1982. A causa dell'imminente introduzione tecnica del compact disc, questo singolo inizia un periodo in cui i Pooh cominceranno a produrre 45 giri solo a singhiozzo.

## Il disco
I due pezzi non vengono mai inclusi in album di inediti. I Pooh dichiarano che la maggiore novità del singolo sarebbero i nuovi suoni, ottenuti negli studi Fonoprint di Bologna.

## I brani
I pezzi sono presentati nella tournée precedente e concepiti principalmente per l'esibizione live. Si decide solo in seguito di inciderli definitivamente su vinile.
- Non siamo in pericolo è di Roby Facchinetti e Valerio Negrini; di carattere sbarazzino, sdrammatizza ironicamente vari problemi legati alla crisi dell'epoca della musica italiana. Nei concerti precedenti l'incisione il testo subisce vari cambiamenti. Cantata da Roby e abbastanza nota, viene riproposta per poco meno di una decina di raccolte da studio o live.
- Anni senza fiato, degli stessi autori, è uno dei più noti pezzi di carattere autobiografico. È cantata dai quattro Pooh che si alternano nelle varie strofe, raccontando di se stessi. Una tale soluzione canora introdurrà una lunga serie di canzoni prodotte negli anni successivi della carriera dei Pooh, dunque un tipo di pezzi in cui ciascuno dei quattro canterà una strofa (vedi ad esempio raccolta in studio Ancora una notte insieme).  La versione originale dal vivo di Anni senza fiato prevede, prima del finale, un classico assolo per sola chitarra elettrica, ma nella versione in studio il gruppo si decide invece per un assolo incrociato; si tratta in concreto di uno scorcio strumentale iniziato dalle tastiere, le quali vengono solo in seguito affiancate dalla chitarra solista; quest'ultima conclude da sola nella parte finale dello scorcio strumentale. Per il tour di Ancora una notte insieme Anni senza fiato diventa il brano di apertura del concerto.

Il primo album in cui le due canzoni vengono pubblicate è l'antologia I Pooh 1981-1984.

## Formazione
La formazione del gruppo è:
- Roby Facchinetti – tastiere, voce
- Dodi Battaglia – chitarra, voce
- Stefano D'Orazio - batteria, voce
- Red Canzian - basso, voce